# Rum Pum Pum Pum
"Rum Pum Pum Pum" (em coreano:  첫 사랑니 (Rum Pum Pum Pum)) é uma canção do girl group sul-coreano f(x). Foi lançada como faixa principal do álbum Pink Tape em 29 de julho de 2013, através da SM Entertainment.

## Lançamento
Em 17 de julho, a SM Entertainment anunciou que f(x) estaria retornando ao mercado musical coreano com seu segundo álbum de estúdio Pink Tape no dia 28 de julho de 2013, após um ano de ausência. No mesmo dia, a agência também divulgou uma foto teaser de Krystal na página oficial do f(x). Em 18 de julho, a SM divulgou fotos teasers de Victoria e Amber. Quatro dias depois, em 22 de julho, a SM Entertainment revelou um vídeo teaser da faixa-título do álbum, "첫 사랑니 (Rum Pum Pum Pum)", em seu canal oficial no YouTube.
Com menos da metade da semana para acumular vendas e downloads para figurar no K-Pop Hot 100, a canção ainda era capaz de estrear no top 20, aparecendo na 14ª posição na semana de 10 de agosto de 2013. Uma semana depois, a canção liderou as paradas, marcando o primeiro single número um do grupo nas paradas da Billboard Korea.

## Desempenho nas paradas
| Parada (2013)                | Melhor posição |
| ---------------------------- | -------------- |
| Gaon Singles chart           | 1              |
| Gaon Monthly Singles chart   | 52             |
| Gaon Local Singles chart     | 1              |
| Gaon Streaming Singles chart | 2              |
| Gaon Download Singles chart  | 1              |
| Gaon Background Music chart  | 1              |
| Gaon Mobile Ringtone chart   | 9              |
| Billboard K-Pop Hot 100      | 1              |

## Créditos
- f(x) – vocais
  - Victoria – vocais de liderança, vocais de fundo
  - Amber – vocais, vocais de fundo, rap
  - Luna – principais vocais, vocais de fundo
  - Sulli – vocais, vocais de fundo, rap
  - Krystal – vocais de liderança, vocais de fundo
- Jun Gandi - composição